# عنفوز عربي
عنفوز عربي أو سمكة الملاك العربي (الاسم العلمي: Pomacanthus asfur)، نوع من العنفوز وفصيلة ملائكية بحرية.

## التوزيع والموئل
يوجد العنفوز العربي على طول السواحل الشرقية لأفريقيا على أعماق تصل إلى 15 مترًا (49 قدمًا). يمتد نطاقها من ولاية البحر الأحمر وخليج عدن إلى زنجبار. يمكن العثور عليها أيضًا في الخليج العربي. هناك مُشاهدات غير مؤكدة لهذا النوع قبالة سواحل فلوريدا. موطنها يشمل الشعاب الساحلية المحمية مع الشعاب المرجانية الصلبة واللينة والشعاب الصخرية والشقوق وأفواه الكهوف. إنهُ خجول مما يجعل من الصعب ملاحظته.